# Žaksilik Uškempirov
Žaksilik Uškempirov (rusky Жаксылык Ушкемпиров; 6. května 1951 Tegistik, Sovětský svaz – 2020, Nur-Sultan) byl sovětský zápasník, kazachstánského původu, reprezentant v zápase řecko-římském. V roce 1980 na olympijských hrách v Moskvě v kategorii do 48 kg vybojoval zlatou medaili.

## Vyznamenání
- Řád odznaku cti – Sovětský svaz
- Řád cti – Kazachstán
- Řád irbisa I. třídy
- Hrdina práce Kazachstánu – 15. prosince 2017 – udělil prezident Nursultan Nazarbajev[2]